# Stanislav Boklán
Stanislav Volodímirovich Boklán (en ucraniano: Станісла́в Володи́мирович Бокла́н; Brusýliv, óblast de Zhitómir, 12 de enero de 1960) es un actor de teatro y cine ucraniano, reconocido por su participación en la serie televisiva Servidor del Pueblo. Fue condecorado con la medalla al Artista del Pueblo de Ucrania en 2016.

## Biografía
Nació el 12 de enero de 1960 en Brusýliv, óblast de Zhitómir, hijo de Volodýmyr Aristárjovich Boklán y Olena Ivánovna Boklán. En 1964, sus padres se mudaron junto con su hermano menor Mykola a Kiev. Stanislav se quedó a vivir con su abuela, donde asistió a la escuela primaria. Luego asistió a la escuela secundaria en Sviatoshyn, al oeste de Kiev.
En 1984, se graduó de la Universidad Nacional de Teatro, Cine y TV Iván Karpenko-Kary. Posteriormente, trabajó en el Teatro Dramático Regional de Donetsk durante diez años. En 1994, se trasladó al Teatro Juvenil Académico de Kiev.
Está casado con la actriz Natalia Klénina. La pareja tiene dos hijos.

## Filmografía destacada
- 1995: Amaneceres ejecutados – Mijailo
- 1995: Reportaje – Steven Wrigh
- 2000: Invicto – Cosaco
- 2001: Rastro de un hombre lobo – Seva Kruglov
- 2005: Hermandad – Leonty Dubelt
- 2006: Nueve vidas de Néstor Majnó – Vladímir Antónov-Ovséyenko
- 2008: Familia de años nuevo – Iván Izvékov
- 2014: Povodyr – Iván Kochergá
- 2014: Cuando estamos en casa – Gregory
- 2015: Bitva za Sevastopol – Padre de Lyudmila
- 2015: Servidor del Pueblo – Yuriy Ivánovich Chuikó, primer ministro de Ucrania
- 2016: Servidor del Pueblo 2 – Yuriy Ivánovich Chuikó, primer ministro de Ucrania
- 2017: The Line – Krull
- 2018: Souvenir de Odesa – Vasya Tíschenko
- 2018: I, You, He, She – Vecino
- 2019: Krepostnaya –  Peter Chervinsky
- 2019: El principio del placer – Artem Efrémov, jefe del departamento de policía de Odesa
- 2019: Premonición – Peter Sologub
- 2019: Pápik – Abuelo
- 2021: Pulse – Entrenador

## Galardones
- Artista de Honor de Ucrania (2006).[3]
- Premio al Mejor Actor del Festival Internacional de Cine de Odesa (2014).[3]
- Artista del Pueblo de Ucrania (2016).[1]